# Magician Among the Spirits
Magician Among the Spirits (en español: Mago entre los espíritus) es el noveno álbum de estudio de la banda de rock australiana The Church, publicado en 1996 en medio de problemas graves de distribución con un sello estadounidense.
Con Tim Powles como nuevo baterista, este tuvo un impacto en la formación, incluyendo participaciones de Peter Kopples como invitado en diferentes canciones del álbum y uniéndose nuevamente a la banda para su gira de septiembre. Como consecuencia del álbum y gira promocional, empezaron las grabaciones para Hologram of Baal, con presentaciones en Estados Unidos por primera vez en casi ocho años.
El nombre del álbum fue tomado del libro publicado por Harry Houdini en 1924, apareciendo una fotografía en negativo de él como portada. Una reedición extendida fue publicada en 1999, en Estados Unidos tuvo el agregado Plus Some; mientras que en Australia, Canadá y otros países europeos fue publicado como and Some.

## Lista de canciones
| N.º      | Título                                     | Duración |  |
| 1.       | «Welcome»                                  | 5:58     |  |
| 2.       | «Comedown»                                 | 4:35     |  |
| 3.       | «Ritz» (cover de Steve Harley)             | 7:54     |  |
| 4.       | «Grandiose (Instrumental)»                 | 5:21     |  |
| 5.       | «Ladyboy»                                  | 5:56     |  |
| 6.       | «It Could Be Anyone»                       | 8:45     |  |
| 7.       | «The Further Adventures of the Time Being» | 6:00     |  |
| 8.       | «Romany Caravan (Instrumental)»            | 4:06     |  |
| 9.       | «Magician Among the Spirits»               | 14:08    |  |
| 10.      | «Afterimage (Instrumental)»                | 4:16     |  |
| 01:06:52 |                                            |          |  |

### Reedición expandida (1999)
| N.º      | Título                                     | Duración |  |
| 1.       | «Welcome»                                  | 5:58     |  |
| 2.       | «Comedown»                                 | 4:35     |  |
| 3.       | «Man»                                      | 5:24     |  |
| 4.       | «Won't Let You Sleep»                      | 5:17     |  |
| 5.       | «SADS»                                     | 4:09     |  |
| 6.       | «Grandiose (Instrumental)»                 | 5:21     |  |
| 7.       | «Ladyboy»                                  | 5:56     |  |
| 8.       | «Why Don't You Love Me»                    | 5:53     |  |
| 9.       | «It Could Be Anyone»                       | 8:45     |  |
| 10.      | «The Further Adventures of the Time Being» | 6:00     |  |
| 11.      | «Romany Caravan (Instrumental)»            | 4:06     |  |
| 12.      | «Magician Among the Spirits»               | 14:08    |  |
| 13.      | «Afterimage (Instrumental)»                | 4:16     |  |
| 01:19:00 |                                            |          |  |

## Historial de lanzamiento
| País           | Fecha               | Formato                           | Edición   | Discográfica                | Ref.   |
| -------------- | ------------------- | --------------------------------- | --------- | --------------------------- | ------ |
| Australia      | 1996                | Disco compacto                    | Estándar  | White · Deep Karma          | [ 9 ]  |
| Estados Unidos | 12 de enero de 1999 | Descarga digital · Disco compacto | Reedición | Cooking Vinyl · Thirsty Ear | [ 10 ] |